# Catedral de Chania
A Catedral de Chania ou Catedral da Apresentação da Virgem Maria fica localizada em Chania, ilha de Creta, na Grécia. A sua construção terminou em 1860 e foi dedicada à Apresentação de Maria no Templo, um episódio apócrifo da vida de Maria.
A igreja tem três naves, sendo a principal a mais elevada, e tem apenas uma torre ao lado da fachada principal. Ela está decorada com pinturas religiosas, obras dos pintores G. Kalliterakis, G. Stravrakis, E. Tripolitakis e D. Kokotsis.